# Постійні представники Російської Федерації при Організації Об'єднаних Націй
Постійний представник Російської Федерації (СРСР) при ООН — офіційна посадова особа, яка представляє Російську Федерацію в усіх органах Організації Об'єднаних Націй. Постпред має ранг Надзвичайного і повноважного посла. В ієрархії Міністерства закордонних справ прирівнюється до першого заступника міністра.
З 27 липня 2017 посаду обіймає Василь Олексійович Небензя.

## Постійні представники СРСР і Російської Федерації при ООН
| #    | Ім'я                             | Термін повноважень | Термін повноважень | Чинний керівник держави                                                                                      |
| #    | Ім'я                             | Початок            | Закінчення         | Чинний керівник держави                                                                                      |
| ---- | -------------------------------- | ------------------ | ------------------ | --- |
| 1    | Андрій Андрійович Громико        | 1946               | 1948               | Сталін Йосип Віссаріонович                                                                                   |
| 2    | Яків Олександрович Малик         | 1948               | 1952               | Сталін Йосип Віссаріонович                                                                                   |
| 2    | Яків Олександрович Малик         | 1968               | 1976               | Леонід Ілліч Брежнєв                                                                                         |
| 3    | Валеріан Олександрович Зорін     | 1952               | 1953               | Сталін Йосип Віссаріонович                                                                                   |
| 3    | Валеріан Олександрович Зорін     | 1960               | 1962               | Микита Сергійович Хрущов                                                                                     |
| 4    | Андрій Януарійович Вишинський    | 1953               | 1954               | Георгій Максиміліанович Маленков Микита Сергійович Хрущов                                                    |
| 5    | Аркадій Олександрович Соболєв    | 1955               | 1960               | Георгій Максиміліанович Маленков Микита Сергійович Хрущов                                                    |
| 6    | Микола Трохимович Федоренко      | 1962               | 1968               | Микита Сергійович Хрущов, Леонід Ілліч Брежнєв                                                               |
| 7    | Олег Олександрович Трояновський  | 1976               | 1986               | Леонід Ілліч Брежнєв, Юрій Володимирович Андропов, Костянтин Устинович Черненко, Михайло Сергійович Горбачов |
| 8    | Юрій Володимирович Дубінін       | 1986               | 1986               | Михайло Сергійович Горбачов                                                                                  |
| 9    | Олександр Михайлович Бєлоногов   | 1986               | 1990               | Михайло Сергійович Горбачов                                                                                  |
| 10   | Юлій Михайлович Воронцов         | 1990               | 1994               | Михайло Сергійович Горбачов, Борис Миколайович Єльцин                                                        |
| 11   | Сергій Вікторович Лавров         | 1994               | 2004               | Борис Миколайович Єльцин, Володимир Володимирович Путін                                                      |
| 12   | Андрій Іванович Денісов          | 2004               | 2006               | Володимир Володимирович Путін                                                                                |
| 13   | Віталій Іванович Чуркін          | 2006               | 2017               | Володимир Володимирович Путін, Дмитро Анатолійович Медведєв, Володимир Володимирович Путін                   |
| в.о. | Петро Вікторович Іллічов (в. о.) | 2017               | 2017               | Володимир Володимирович Путін                                                                                |
| 14   | Василь Олексійович Небензя       | 2017               |                    | Володимир Володимирович Путін                                                                                |